# عباس أباد (استبهان)
عباس أباد (بالفارسية: عباس‌آباد) هي قرية تقع في منطقة رونيز في إيران. يقدر عدد سكانها بـ 81 نسمة .